# Aiguille du Goûter
L'Aiguille du Goûter (3.863 m s.l.m.) è una montagna del massiccio del Monte Bianco: collocata sotto il più alto Dôme du Goûter, si trova lungo la via normale francese di salita al Monte Bianco e poco sotto la vetta è costruito il Rifugio del Goûter (la vetta è accessibile dalla stazione Nid d'Aigle del Tramway du Mont Blanc in circa cinque ore).

## Altri progetti

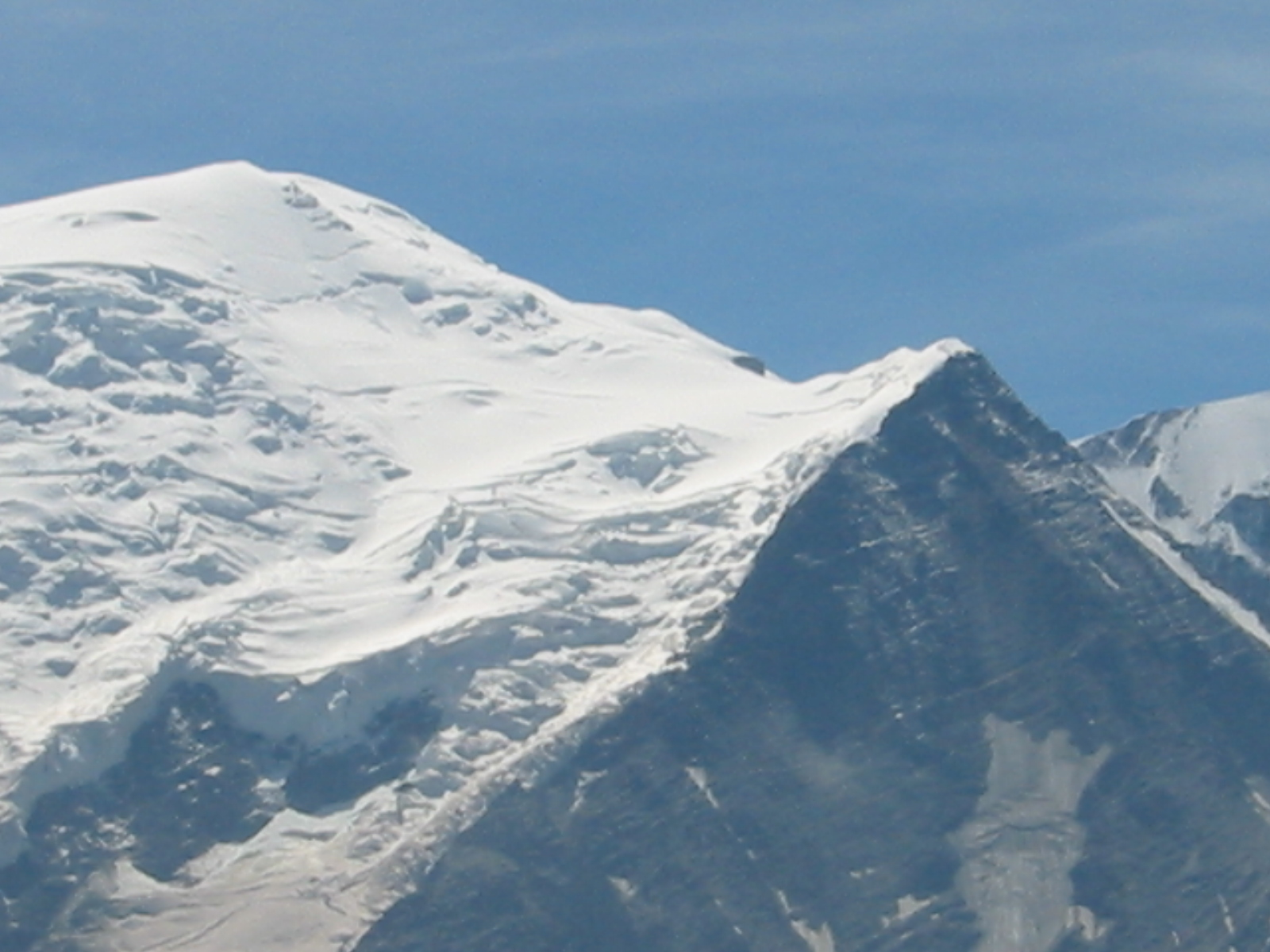
L'Aiguille du Goûter, vetta rocciosa sotto il più alto Dôme du Goûter.